# No es tan tarde
No es tan tarde fue un programa de televisión argentino de entrevistas que sigue el estilo de un late night-talk show que es conducido por Germán Paoloski y emitido por Telefe. El programa fue estrenado el 18 de octubre de 2021, es producido por Grupo Telefe y funciona como una encarnación del ciclo Nunca es tarde que fue conducido por Paoloski en Fox Sports. En el programa también participa Lelu Mendiguren en rol de locutora, mientras que El Zorrito y su banda se encargan de la musicalización. El programa se transmitió de lunes a viernes a las 00:10 h. (UTC-3).

## Formato
El programa usualmente abre con un breve monólogo del conductor, le sigue una entrevista con una celebridad y finaliza con diferentes juegos planteados para el invitado. 

## Temporadas
| Temporada | Temporada | Programas | Estreno               | Final                   | Rating promedio |
| --------- | --------- | --------- | --------------------- | ----------------------- | --------------- |
|           | 1         | 53        | 18 de octubre de 2021 | 30 de diciembre de 2021 | 6.3             |
|           | 2         | 127       | 3 de enero de 2022    | 1 de julio de 2022      | 5.5             |

## Premios y nominaciones
| Lista de premios y nominaciones | Lista de premios y nominaciones | Lista de premios y nominaciones            | Lista de premios y nominaciones | Lista de premios y nominaciones | Lista de premios y nominaciones | Lista de premios y nominaciones |
| Año                             | Organización                    | Categoría                                  | Nominado/a (s)                  | Resultado                       | Ref(s)                          |                                 |
| ------------------------------- | ------------------------------- | ------------------------------------------ | ------------------------------- | ------------------------------- | ------------------------------- | ------------------------------- |
| 2021                            | Premios Martín Fierro           | Mejor programa humorístico o de actualidad | No es tan tarde                 | Nominado                        | [ 4 ]                           |                                 |
| 2022                            | Premios Martín Fierro           | Mejor programa humorístico o de actualidad | No es tan tarde                 | Nominado                        | [ 5 ]                           |                                 |